# 仁濟大學
仁濟大學（韓語：인제대학교）是所位于韩国庆尚南道金海市的私立综合大学。学校建于1932年，最初是白麟濟博士所开的诊所。1946年，白麟濟博士用个人资产将诊所扩建成医院，成为当时韩国第一家私人非盈利机构。1979年，医院开立“仁济医学院”。1989年，升格为“仁济大学”。
2011年，仁济大学在QS世界大学排名亚洲排第150。